# تلمبة عباس غفراني (كورك وناريتش)
تلمبة عباس غفراني (بالإنجليزية: Tolombeh-ye Abbas Ghafrani)‏ هي مستوطنة تقع في إيران في البلدة المركزية.